# Південний Танімбар
Південний Танімба́р (індонез. Tanimbar Selatan) — один з 10 районів округу Західне Південно-Східне Малуку провінції Малуку у складі Індонезії. Розташований на півдні острова Ямдена, а також на островах Асутубун, Нустабун та Маткус. Адміністративний центр — селище Саумлакі.
Населення — 33070 осіб (2012; 31571 в 2010).

## Адміністративний поділ
До складу району входять 3 селища та 6 сіл:
| Населений пункт    | Населення, осіб (2010) |
| ------------------ | ---------------------- |
| Воводна, село      | 1748                   |
| Ілнгеї, село       | 1625                   |
| Кабіарат-Рая, село | 1632                   |
| Латдалам, село     | 2318                   |
| Лауран, село       | 2144                   |
| Лерматанг, село    | 1065                   |
| Оліліт, селище     | 5723                   |
| Саумлакі, селище   | 12452                  |
| Сіфнана, селище    | 2864                   |